# 鳴らない電話
「鳴らない電話」（ならないでんわ）は、崎本大海の4枚目のシングル。2012年8月22日にアリオラジャパンから発売された。

## 概要
前作「変わりゆく世界の中で/海沿いグラフィティ」から約1年ぶりのシングル。初回限定生産盤（DVDとフォトブック付き）と通常盤の2種形態での発売。プロデュースは前作に引き続きオダクラユウ。
番組発ユニット参加やソロデビューのバックアップなど、PureBoys卒業以降の音楽活動に大きく関わっていたフジテレビ系『クイズ!ヘキサゴンII』放送終了後としては初のシングルである。TBS系『ランク王国』のエンディングテーマに起用され、はじめて『クイズ!ヘキサゴンII』以外のタイアップが付いた。
発売週に全国6箇所で発売イベントを行ったのに加え、今回はじめてCD発売前に予約者を対象にしたイベントを行った。9月19日にUstream上で、崎本が抽選で選ばれた相手に自ら電話をする『崎本大海があなたの鳴らない電話に生電話スペシャル』という生中継番組を放送した。
カップリング「夏のプルメリア」はアルバム『ONE』の通常盤には収録されていない。

## 収録曲

### CD
1. 鳴らない電話
作詞・作曲：平義隆、編曲：northa+
TBS系『ランク王国』2012年8・9月エンディングテーマ。
2. 夏のプルメリア
作詞・作曲：近藤ひさし、編曲：northa+
3. 鳴らない電話 (Instrumental)
4. 夏のプルメリア (Instrumental)

### DVD
- 「鳴らない電話」ミュージックビデオ